# 塞帕爾 (新墨西哥州)
塞帕爾（英語：Separ）是位於美國新墨西哥州格蘭特縣的非建制地區。

## 歷史
塞帕爾的郵局於1882年設立，其後於1960年停運。

## 地理
塞帕爾所處的海拔為高於海平面1372米（即4501英呎），而該地所採用的時區為UTC-7，即北美山地时区（MST）。同時該地設有夏令時間，為UTC-7調快一小時，即UTC-6（MDT）。